# Yann Tiersen
Yann Tiersen (Brest, 23 de juny de 1970) és un cantautor i compositor de cinema francès. Des de molt jove, va demostrar tenir un gran interès per a la música, contràriament als estudis on aprovava amb dificultats. Passa la seva infantesa a Rennes on estudia violí i piano, així com direcció d'orquestra. De formació clàssica, es va decantant cap al rock a l'edat adulta. Durant els anys 1980, s'ajunta a diversos grups amb aquestes tendències a Rennes. Comença llavors a escriure peces musicals per al teatre i curtmetratges.
El 1995, treu el seu primer àlbum, La Valse des monstres, que reagrupa una part del seu treball efectuat per al cinema i el teatre. Un any més tard, treu un nou disc, Rue des cascades. El títol que porta el nom de l'àlbum serà utilitzat per a la pel·lícula La Vie rêvée des anges un any després de la sortida de l'àlbum. Encara que va forjant-se una reputació a Rennes, no aconsegueix tanmateix atreure l'atenció del públic exterior.
És la sortida del seu àlbum Le Phare el 1998 que li permetrà forjar-se una reputació sobretot gràcies al seu títol Monochrome amb la veu de Dominique A. Aquest àlbum li permetrà sortir més àmpliament per les ràdios i reeditar els seus discs precedents. Aquell any, Yann Tiersen enllaça els concerts i en les Transmusicales de Rennes, donarà un concert excepcional per a France Inter en l'emissió C'est Lenoir de Bernard Lenoir, amb nombrosos invitats: Françoiz Breut, Dominique A, The Married Monk, Têtes Raides, Mathieu Boogaerts, Bertrand Cantat (cantant de Noir Désir) i Neil Hannon (de The Divine Comedy), amb la finalitat d'editar un àlbum d'aquest concert: Black Session.
Aquell mateix any enregistra Tout est Calme, un àlbum amb una sonoritat més rock. Caldrà esperar el 2001 per la sortida de L'Absente, on podem encara sentir una multitud d'invitats.

## Amélie

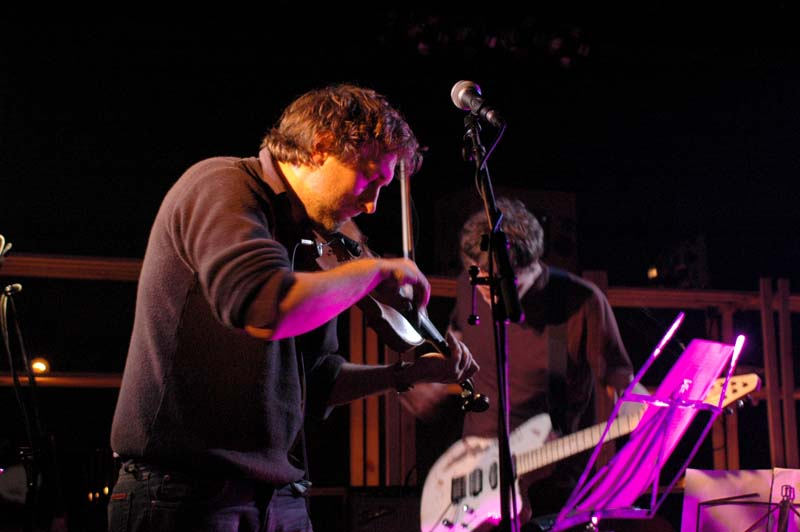
Yann Tiersen en concert

El mateix any, surt la banda sonora de la pel·lícula Le Fabuleux Destin d'Amélie Poulain, que serà un gran èxit (més de 700.000 còpies venudes). En aquest instant la seva fama s'internacionalitza.
El 2002, Tiersen continua recorrent les sales de concerts, i un nou doble àlbum en directe surt com a conseqüència d'un concert excepcional a la ciutat de la música de París: C'était ici. Hi apareixen també invitats.
El 2003, compon la banda sonora per la pel·lícula alemanya Good bye, Lenin!. L'any següent, surt un CD acompanyat per Shannon Wright.
Al seu últim àlbum, Les Retrouvailles, del maig de 2005. Yann Tiersen torna a aportar per les col·laboracions amb la presència de Jane Birkin, Dominique A, Miossec, Elisabeth Fraser (dels Cocteau Twins), i el cantant Stuart Ashton Staples (dels Tindersticks).

## Discografia
Àlbums d'estudi
- 1995: La valse des monstres
- 1996: Rue des cascades
- 1998: Le Phare
- 2001: L'Absente
- 2001: Le Fabuleux Destin d'Amélie Poulain
- 2003: Good Bye, Lenin!
- 2004: Yann Tiersen & Shannon Wright (en col·laboració amb Shannon Wright)
- 2005: Les Retrouvailles
- 2008: Tabarly
- 2009: Dust Lane
- 2011: Skyline
- 2014: Infinity
- 2016: EUSA

Àlbums en directe
- 1999: Black Session
- 2002: C'Etait Ici (Doble àlbum)
- 2006: On Tour

Mini-Àlbums i extended play
- 1998: Bästard ~ Tiersen (col·laboració amb el grup Bästard)
- 1999: Tout Est Calme

Participacions
- 2001: Les Oiseaux de passage (homenatge a Georges Brassens): títol Le Parapluie amb Natacha Régnier